# Phil Kraus
Philip C. „Phil“ Kraus (* 1918 in New York City; † 13. Januar 2012 in Houston) war ein US-amerikanischer Jazz- und Studiomusiker (Perkussion, Marimba, Vibraphon, Xylophon), der auch als Verfasser von Instrumental-Lehrbüchern hervorgetreten ist.

## Leben und Wirken
Kraus begann mit acht Jahren Xylophon zu spielen und erhielt mit 17 Jahren ein Stipendium zum Studium an der Juilliard School. Ab 1939 spielte er in der Studioband des New Yorker Radiosenders WNEW, daneben mit Bandkollegen in einem Nachtclub. Während des Zweiten Weltkriegs diente er ab 1941 in der US-Army, wo er in einer Armeeband an Irving Berlins This Is the Army mitwirkte. In den Nachkriegsjahren arbeitete er als vielbeschäftigter Studiomusiker in New York, wo er bei Aufnahmen von Ben E. King zu dessen Hit „Spanish Harlem“ den Marimba-Riff beisteuerte; in Kings weiterem Erfolgstitel „Stand By Me“ spielte er Guiro. Er gehörte den Studiobands der Fernsehshows von Jackie Gleason, Ernie Kovacs, Perry Como und Ed Sullivan an, ferner den Studiobands der Label Command (von Enoch Light) und Time (von Bob Shad). Als Perkussionist ist er des Weiteren bei Aufnahmen von Billie Holiday, Carole King, Ray Charles und dem Debütalbum von Tim Hardin (1966) zu hören. Er spielte auch in den Orchestern von Quincy Jones, Benny Goodman, Neal Hefti, Hugo Montenegro, Oliver Nelson, Lalo Schifrin, Cal Tjader und Doc Severinsen. Ferner gehörte er dem Orchester an, das Marilyn Monroe im Madison Square Garden bei ihrem Lied Happy Birthday, Mr. President an John F. Kennedy begleitete. Er wirkte auch bei den Soundtracks der Spielfilme Midnight Cowboy, Carrie – Des Satans jüngste Tochter und Der Pate mit.  Im Bereich des Jazz war er zwischen 1939 und 1996 an 162 Aufnahmesessions beteiligt, u. a. auch mit George Barnes (Guitar Galaxies, 1962), George Benson, Cozy Cole, Maynard Ferguson, Coleman Hawkins/Billy Byers, Freddie Hubbard, Eddie Sauter/Stan Getz (Mickey One 1965). Jimmy Smith (The Cat, 1964) und Grover Washington junior.
Unter eigenem Namen legte Kraus in den 1950er Jahren mehrere Schlagzeug-LPs für das Label Golden Crest vor, darunter The Percussive Phil Kraus und Conflict - A High Fidelity Study In Percussion. 1955 arbeitete er mit Perkussionisten wie Harry Breuer und Terry Snyder bei dem Album Speed the Parting Guest zusammen. Es folgten Produktionen  mit Bobby Rosengarden, wie Like -- Bongos!, Hollywood Sound Stage, Percussion: Playful & Pretty und Hot Line for Sound. Kraus schrieb außerdem fünf Lehrbücher über Perkussion, darunter das dreibändige Werk Modern Mallet Method. 1978 setzte er sich als Studiomusiker zur Ruhe und lebte in Houston, wo er noch Perkussion an der Rice University lehrte und als Personalleiter der Houston Symphony, ab 1981 der Houston Pops bis zu deren Auflösung 1994  fungierte. Bis in die 2000er Jahre spielte er Vibraphon in lokalen Jazzcombos.